# Fortificazioni di Micene
Le fortificazioni di Micene sono le mura difensive della città antica di Micene, in Grecia, costruite con l'uso della muratura ciclopica. Con la cittadella costruita su un rilievo, gli architetti hanno creato una protezione non solo per la classe superiore che viveva all'interno delle mura, ma anche per gli agricoltori delle classi inferiori nelle zone circostanti, che potevano trovare rifugio in tempi di guerra. A causa dell'alta competizione nell'età del bronzo tra la metà e la tarda età, la parete della cittadella si espanse significativamente con l'inclusione del Circolo A e l'aggiunta della Porta dei Leoni.

## Mura della cittadella

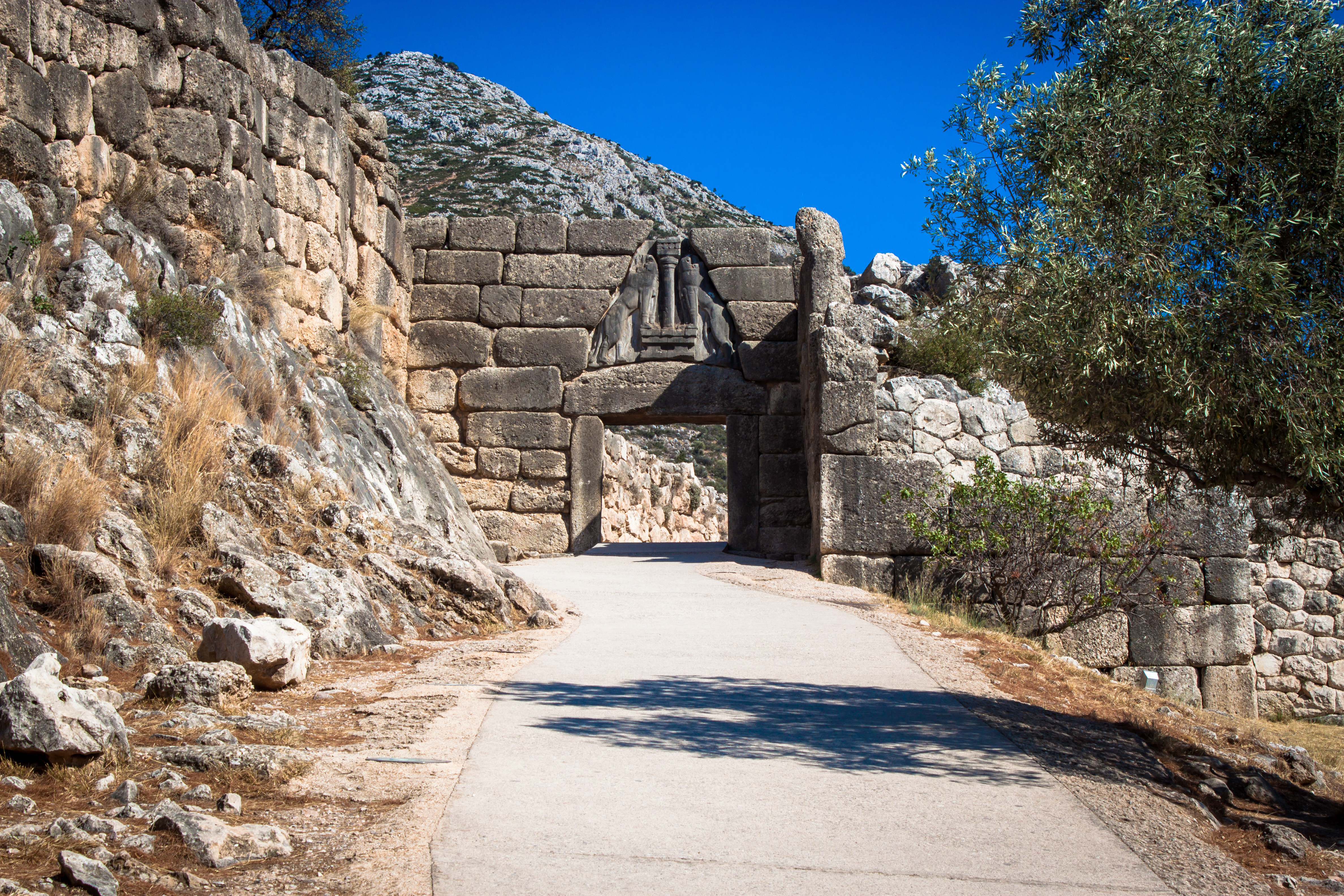
Porta dei leoni ed esempio di muratura ciclopica a Micene

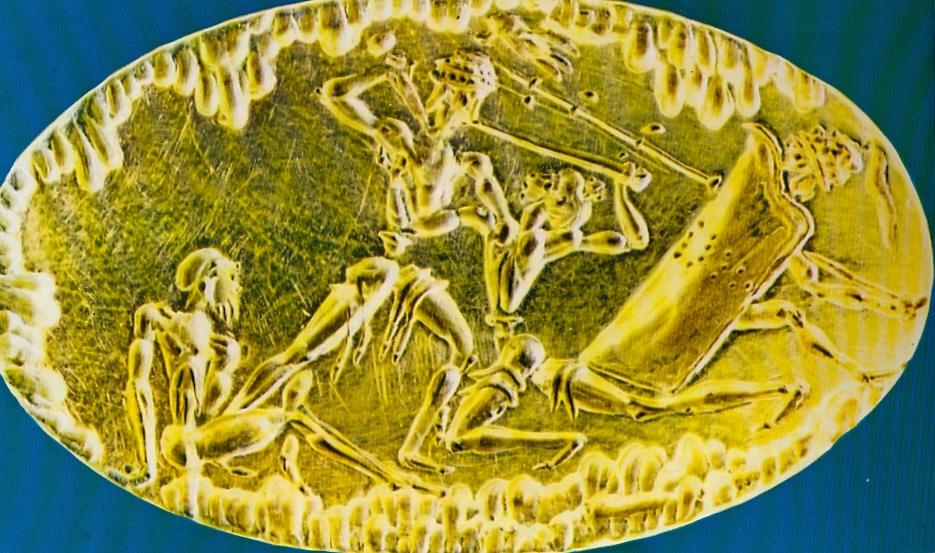
Anello in oro miceneo, dalla tomba circolare, raffigurante una scena di battaglia dove si dimostra che i guerrieri, tradizionalmente, impugnavano le armi nella mano destra. Il che significava che uno scudo si sarebbe tenuto sul loro braccio sinistro.

Micene aveva un muro di grosse pietre irregolari che venivano deposte insieme senza malta. Le mura della cittadella si estesero durante il periodo tardo elladico III (TE III), motivo per cui si riteneva fosse la competizione tra regioni. Nel periodo TE IIIB, la competizione tra le regioni ha portato all'allargamento delle città. Questa espansione non includeva solo la creazione della Porta dei Leoni della Porta posteriore, ma anche l'inclusione del Circolo A all'interno delle mura della cittadella. La porta posteriore nella parte posteriore della cittadella era ritenuta un ingresso per i cittadini provenienti dall'area circostante per entrare nei momenti di attacco.

### Muratura ciclopica
La muratura utilizzata per costruire la cinta muraria che circondava Micene era di pietra calcarea. A causa delle dimensioni e del peso di queste pietre, troppo pesanti per essere sollevate da un umano medio, i Greci che successivamente scoprirono queste fortificazioni credettero che fossero il lavoro dei Ciclopi. Pertanto, il progetto delle pareti in pietra è stato chiamato muratura "ciclopica", in quanto si credeva che questi "giganti" costruissero muri. Tuttavia, gli archeologi ritengono che le mura siano state ispirate dalle fortificazioni della capitale ittita di Hattusa. Il primo muro "ciclopico" fu costruito nel periodo del tardo elladico IIIA, quindi ampliato fino a includere la Tomba circolare A nel periodo TE IIIB.

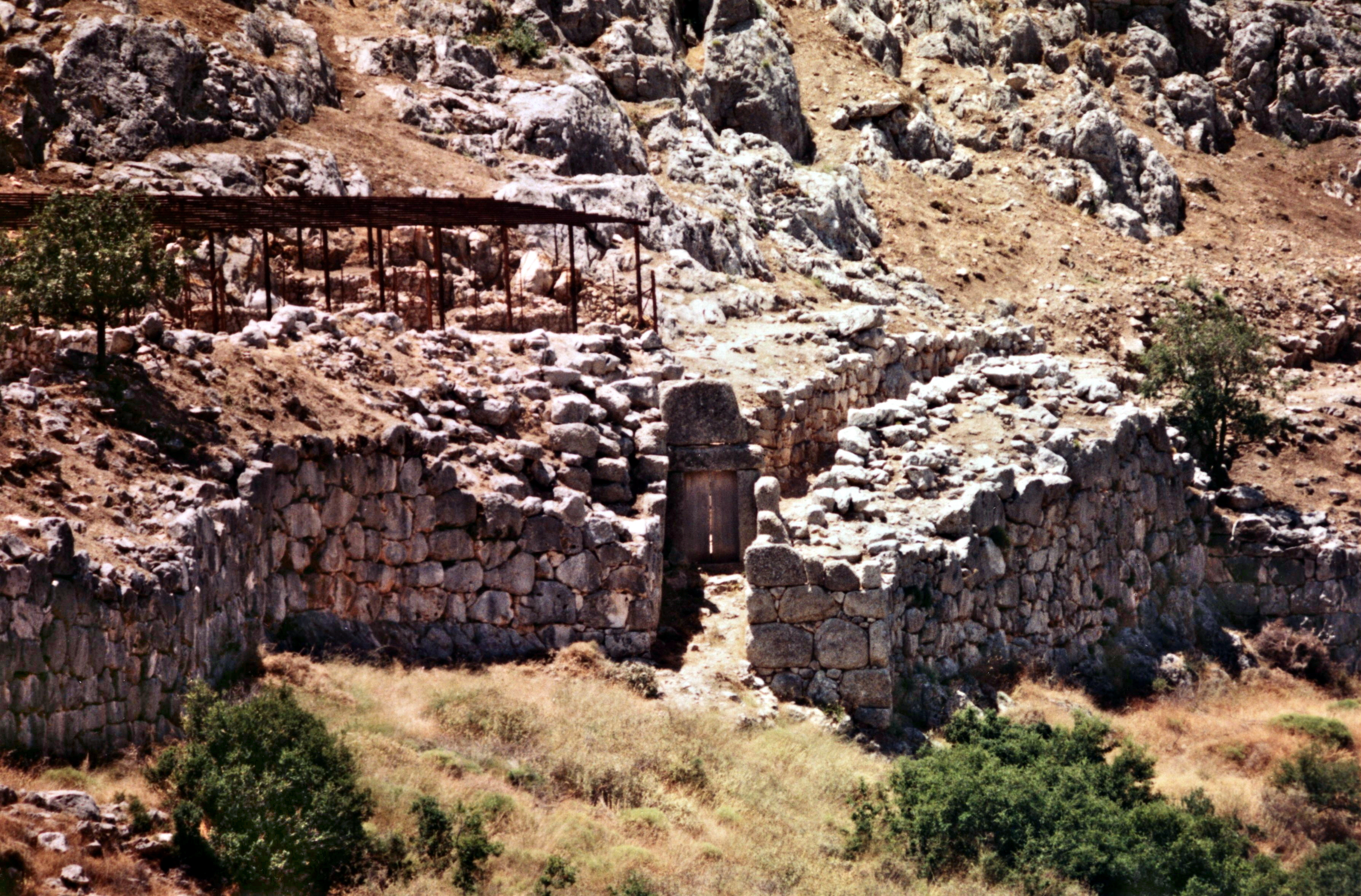
Mura di Micene

### Porta dei Leoni
La struttura dell'ingresso principale aveva uno svantaggio nell'attacco militare. Per entrare, un esercito invasore avrebbe dovuto girare a destra attorno a un alto bastione che sporgeva dal lato destro del cancello. I guerrieri del periodo, tradizionalmente, tenevano i loro scudi sul braccio sinistro e le loro armi nella mano destra, che veniva visualizzata nei reperti del tempo, incluso un anello d'oro con una scena di battaglia. Essendo il lato destro dei guerrieri rivolto verso il bastione, consentiva ai micenei di colpire il lato esposto dei guerrieri. Un altro fatto significativo della Porta è che sopra la porta c'erano due figure di felini giganti. A causa di questo fatto, l'ingresso è stato opportunamente chiamato il "Porta dei Leoni" Ciò che è insolito in questo fatto è che i leoni non sono originari della Grecia. Il simbolismo complessivo dei leoni sopra la porta non è del tutto chiaro, ma si ritiene che sia stato ispirato anche dall'ingresso principale di Ḫattuša.